# 재르다프구
재르다프구(아제르바이잔어: Zərdab rayonu)는 아제르바이잔 중부에 위치한 구로 행정 중심지는 재르다프이며 면적은 860km2, 인구는 51,800명(2008년 기준)이다. 구 이름은 페르시아어로 "노란 물"을 뜻하는 단어인 "자르다브"(زردآب)에서 유래된 이름이다.